# Bloc populaire africain
Pour les articles homonymes, voir Bloc populaire.
Le Bloc populaire africain (BPA) est un ancien parti politique du Dahomey (aujourd’hui Bénin), fondé en 1946 et disparu en 1955.

## Historique
Le parti est créé le 7 décembre 1946 par Justin Ahomadegbé et Émile Poisson, après leur départ de l'Union progressiste dahoméenne (UPD) en raison de divergences concernant la ligne politique à adopter. 
Afin de diffuser largement ses idées et ses idéologies sur un plan national, le BPA se dote dès ses débuts de journaux politiques. D'abord, à partir de janvier 1947, avec L'Avenir du Dahomey, journal officieux du parti dont le directeur de publication n’est autre qu'Émile Poisson, puis en mai 1948, avec Le Bloc qui devient son organe officiel.

Logo du journal Le Bloc, organe officiel du BPA

Lors des élections territoriales de 1946-1947, avec notamment le soutien des Fon, le BPA se classe en deuxième position derrière l'UPD et obtient six des trente sièges disponibles au Conseil général. Au premier collège, Émile Poisson ne parvient pas à réunir suffisamment de votes, à l'inverse de Justin Ahomadegbé qui est élu au second collège. Le parti perd ensuite en influence et échoue à remporter un siège à l'Assemblée nationale française aux élections de 1951 ainsi qu'aux élections territoriales de 1952.
En juillet 1955, le parti finit par fusionner avec l'UPD pour former l'Union démocratique dahoméenne (UDD).